# Gene Roddenberry
Eugene Wesley Roddenberry, detto Gene (El Paso, 19 agosto 1921 – Santa Monica, 24 ottobre 1991), è stato uno sceneggiatore e produttore televisivo statunitense.
È noto soprattutto per avere ideato e prodotto la serie televisiva di fantascienza Star Trek degli anni sessanta, definendo così il franchise di Star Trek assieme a Gene L. Coon. Aviatore decorato durante la seconda guerra mondiale, è stata una delle prime persone a volere che le sue ceneri fossero disperse nello spazio, assieme a quelle della moglie Majel Barrett.

## Biografia

### Primi anni
Nato a El Paso nel Texas, trascorse la sua giovinezza a Los Angeles in California. Roddenberry si arruolò nell'aeronautica degli Stati Uniti nel 1941, divenendo un aviatore. Fu decorato con la medaglia Distinguished Flying Cross per le sue azioni nel teatro del Pacifico.
Dopo avere lasciato il servizio, fu pilota commerciale per la Pan Am. Durante tale periodo un quadrimotore Constellation su cui era a bordo non in servizio attivo, volo 121, rimasto senza motori a causa di un guasto dovette effettuare un rovinoso atterraggio il 19 giugno 1947; in quell'occasione Roddenberry aiutò a mettere in salvo molti dei passeggeri. Successivamente servì nel Dipartimento di polizia di Los Angeles dal 1949 al 1956.
Negli anni cinquanta e sessanta, scrisse le sceneggiature per molte serie popolari della televisione di quegli anni.

### Star Trek
Nel 1964 Roddenberry ideò la serie televisiva di fantascienza Star Trek pensando a una combinazione delle serie di fantascienza quali Buck Rogers e Flash Gordon con il western, presentando ai produttori il progetto inizialmente con il nome di Wagon Train to the Stars, ispirandosi alla serie western di successo in onda in quel periodo Carovane verso il West (Wagon Trains). La fantascienza prodotta all'epoca in tv era destinata soprattutto ai ragazzi, mentre Roddenberry invece pensò a una serie adatta anche a un pubblico adulto. Anche se lui era sicuro del successo della serie, la sua visione dell'umanità futura, pacifica e unita, dava parecchi dubbi ai network televisivi sulle possibilità di successo. La serie fu così offerta alla CBS, che però non l'accettò per favorire la loro serie Lost In Space.

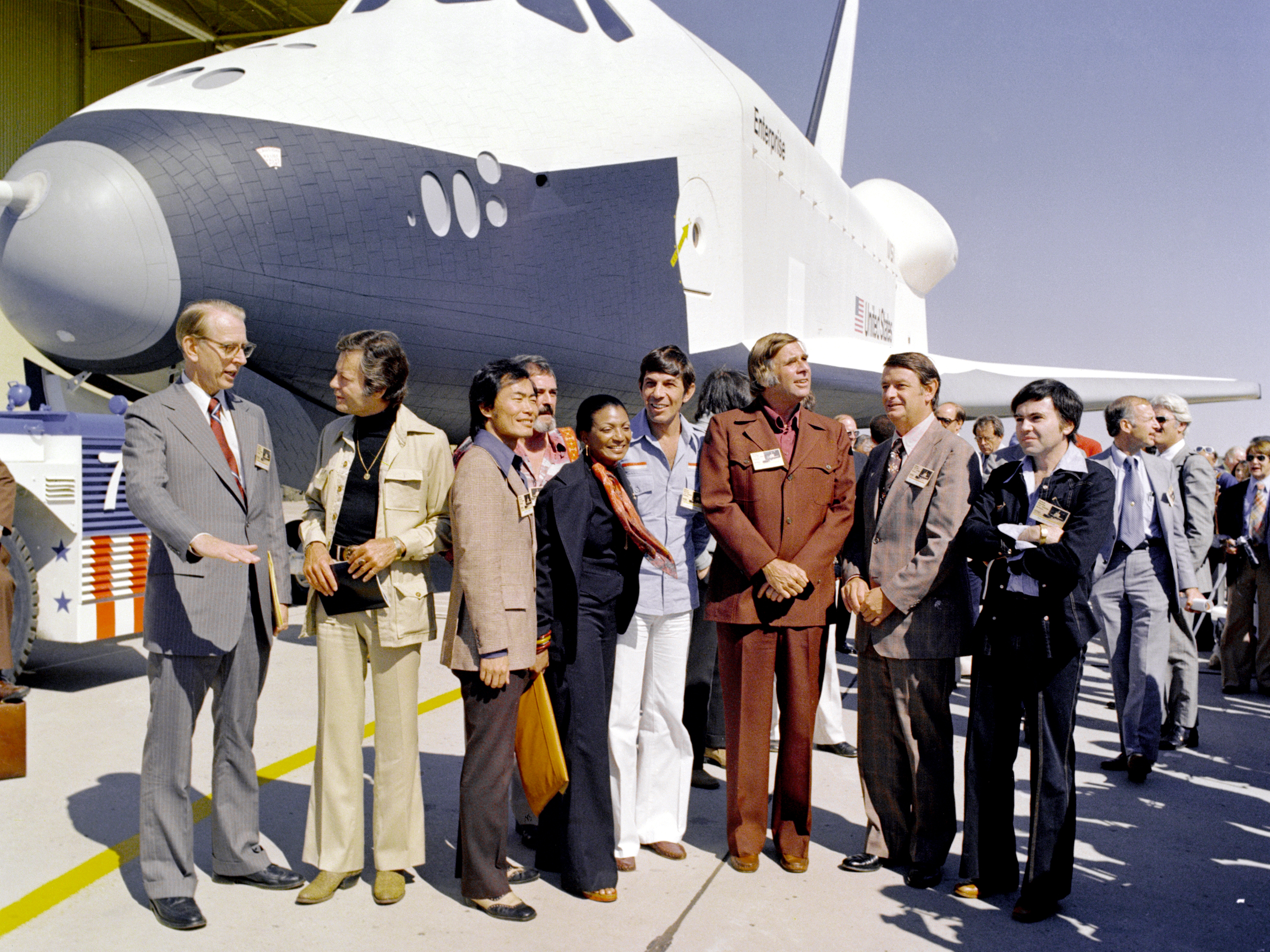
Gene Roddenberry (al centro in marrone) con gli attori del cast di Star Trek davanti allo Space Shuttle Enterprise

Il primo episodio pilota, Lo zoo di Talos (The cage), non raccolse l'approvazione da parte della NBC, che richiese diverse modifiche per mandare in onda altri episodi, quali eliminare la donna come Primo Ufficiale e il "ragazzo con le orecchie" (Spock). Tuttavia Roddenberry lottò strenuamente per mantenere il personaggio dell'alieno Spock, che fu poi proposto come Primo Ufficiale del Capitano Kirk. La NBC, in una scelta allora senza precedenti, finanziò comunque un secondo episodio pilota. La serie debuttò così l'8 settembre 1966 e durò tre stagioni, anche se gli ascolti con il tempo calarono e dopo la terza stagione la serie venne cancellata. Nel 1970, la Paramount propose a Roddenberry di acquistare egli stesso tutti i diritti di Star Trek, tuttavia Roddenberry non poteva permettersi il prezzo di 150 000 dollari, cifra considerevole all'epoca (quasi un milione di dollari nel XXI secolo).
Roddenberry aveva una visione ottimistica del futuro e come disse anche in seguito Brannon Braga, co-produttore di Star Trek: The Next Generation assieme a Rick Berman dopo la morte di Roddenberry, sosteneva che, come l'umanità si era creata i propri problemi, usando l'intelligenza in futuro li avrebbe risolti, con il passare dei secoli. Rifiutò anche l'intromissione della religione, come volevano i dirigenti del network televisivo, che suggerivano la presenza di un cappellano a bordo dell'Enterprise: per Roddenberry non era giusto non considerare le altre religioni, in un mondo dove erano presenti innumerevoli razze aliene con ognuna le proprie credenze. Nella seconda serie, Star Trek: The Next Generation (TNG), risulta ancor più evidente il generale "ateismo" riguardo agli aspetti religiosi di Star Trek. TNG riflette maggiormente i concetti e la visione di Roddenberry sul futuro dell'umanità: il giovane Capitano Kirk, talvolta maschilista e violento, viene sostituito dal paziente ed erudito Capitano Picard.
Dopo l'apparente iniziale insuccesso della serie originale, Roddenberry ebbe qualche difficoltà, dovute in parte anche a questioni economiche legate al divorzio dalla prima moglie, avvenuto nel 1969. Tuttavia nonostante la cancellazione il mondo futuro di Star Trek aveva preso piede tra diversi gruppi di fan, chiamati trekker, che negli anni settanta iniziarono a riunirsi in convegni di appassionati. Roddenberry assieme alla Paramount sviluppò così una serie animata nella prima metà degli anni settanta che ottenne un discreto successo. Successivamente si pensò a una seconda serie dal titolo Star Trek: Phase II, tuttavia la Paramount decise che, visto il successo al cinema di Guerre stellari, sarebbe stato meglio produrre un film, uscito poi nel 1979, con il titolo Star Trek. Nonostante la critica fosse stata tiepida, il film fu un successo al botteghino e, considerando l'inflazione, è stato il secondo film di Star Trek che ha incassato di più tra quelli usciti fino al 2014, dopo il film del 2009 di J. J. Abrams.
Roddenberry produsse altri quattro film, mentre ideava negli anni ottanta la seconda e fortunata serie, Star Trek: The Next Generation. Egli smise tuttavia di scrivere storie per The Next Generation dopo la terza stagione, anche a causa dell'aggravarsi della sua malattia cardiovascolare. Il richiamo del suo nome per i fan della serie era tuttavia notevole e la Paramount occultò la notizia che Roddenberry non era più coinvolto con la produzione della serie, che peraltro andò in onda in prima tv per altri tre anni dopo la sua morte.

### OltreStar Trek
Dopo la fine della prima serie di Star Trek, Roddenberry provò a far decollare altre serie di fantascienza, ma senza particolare successo. Nel 1973 tentò di avviare una nuova serie televisiva, Genesis II, di carattere distopico post-apocalittico, ma non andò oltre il pilota che divenne un film per la TV.
Alla fine degli anni settanta, Roddenberry fu lecturer in varie università del paese. I fan gli appiopparono l'affettuoso soprannome di "Grande Uccello della Galassia", da una creatura mitica a cui si fa riferimento in un episodio della serie originale di Star Trek.
Dopo la sua morte gli eredi permisero la creazione di due fortunate serie televisive basate su alcune delle sue idee e soggetti rimasti inutilizzati. Pianeta Terra - Cronaca di un'invasione (Earth: Final Conflict), e Andromeda sono divenute realtà sotto la guida della moglie Majel Barrett. Una terza storia di Roddenberry è stata adattata nel 1995 per una breve serie di fumetti, Gene Roddenberry's Lost Universe.

### Malattia e morte
Roddenberry, colpito da un ictus nel 1989, nel 1991 rimase su una sedia a rotelle. Morì il 24 ottobre 1991 per arresto cardiaco.
Dopo la sua morte, una piccola capsula con le sue ceneri fu spedita nello spazio per orbitare intorno alla Terra per sei anni (dopo i quali bruciò nell'atmosfera durante la caduta).

## Vita privata
Roddenberry si è sposato due volte: dal primo matrimonio con Eileen Anita Rexroat - durato 27 anni - sono nate due figlie, mentre dal suo secondo matrimonio (6 agosto 1969), con Majel Barrett (che in Star Trek ha interpretato: il primo ufficiale della USS Enterprise nel primo episodio pilota Lo zoo di Talos; l'infermiera Christine Chapel sempre nella serie originale; il personaggio di Lwaxana Troi nelle serie televisive The Next Generation e Deep Space Nine; la voce del computer nelle serie The Next Generation, Deep Space Nine e Voyager), è nato un figlio, Eugene Wesley Roddenberry, Jr.
Gene Roddenberry, che aveva ricevuto un'educazione religiosa e frequentato regolarmente le funzioni della Chiesa Battista fino all'adolescenza, da adulto rifiutò la religione, anche se accettava la nozione di Dio.  Aderì nel 1986 alla American Humanist Association (associazione statunitense dell'umanesimo secolare), la quale nel 1991 gli riconobbe il premio Humanist Arts Award.

## Filmografia parziale

### Produttore

#### Cinema
- ...E dopo le uccido (Pretty Maids All in a Row), regia di Roger Vadim (1971)
- Star Trek (Star Trek: The Motion Picture), regia di Robert Wise (1979)
- Star Trek V - L'ultima frontiera (Star Trek V: The Final Frontier), regia di William Shatner (1989)
- Star Trek - La nemesi (Star Trek: Nemesis), regia di Stuart Baird (2002) - accreditato postumo

#### Televisione
- Alcoa Theatre - serie TV, episodio 3x17 (1960)
- Wrangler - serie TV, episodio 1x01 (1960)
- The Lieutenant - serie TV, 29 episodi (1963-1964)
- The Long Hunt of April Savage, regia di Bernard L. Kowalski - film TV (1966)
- Star Trek - serie TV, 80 episodi (1966-1969)
- Police Story, regia di Vincent McEveety - film TV (1967)
- Genesis II, regia di John Llewellyn Moxey - film TV (1973)
- The Questor Tapes, regia di Richard A. Colla - film TV (1974)
- Pianeta Terra (Planet Earth), regia di Marc Daniels - film TV (1974)
- Spectre, regia di Clive Donner - film TV (1977)
- Star Trek: The Next Generation - serie TV, 125 episodi (1987-1992)
- Star Trek 25th Anniversary Special, regia di Donald R. Beck - documentario TV (1991)

### Sceneggiatore
- Mr. District Attorney - serie TV, 6 episodi (1954-1955)
- Harbor Command - serie TV, un episodio (1958)

### Ideatore
- Pianeta Terra - Cronaca di un'invasione (Earth: Final Conflict) - serie TV postuma (1997)

## Riconoscimenti

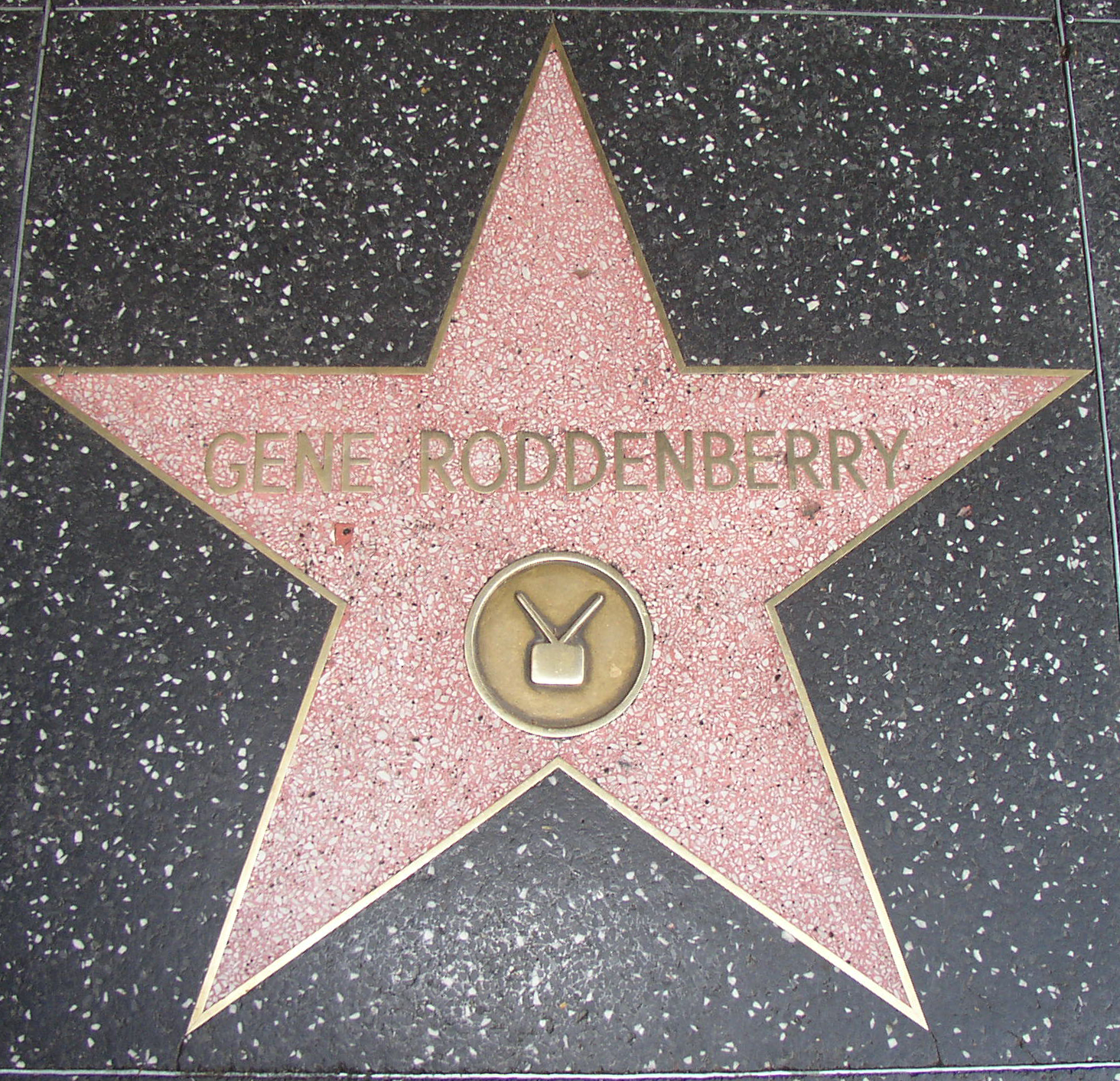
Stella di Roddenberry sulla Hollywood Walk of Fame

- Academy of Science Fiction, Fantasy and Horror Films
  - 1977 – Executive Achievement Award
  - 1980 – Life Career Award
  - 1992 – George Pal Memorial Award
- American Humanist Association
  - 1991 – Humanist Arts Award
- Guinness dei primati
  - 2016 – Most successful TV sci-fi franchise per Star Trek assieme a George Takei
  - 2016 – Longest running video game franchise per Star Trek assieme a Wil Wheaton
- Online Film & Television Association
  - 1997 – OFTA TV Hall of Fame – Behind the Scenes
- Premio Hugo
  - 1967 – Best Dramatic Presentation per gli episodi L'ammutinamento (prima parte) e L'ammutinamento (seconda parte) della serie televisiva Star Trek assieme a Marc Daniels
  - 1974 – Candidatura come Best Dramatic Presentation per Genesis II assieme a John Llewellyn Moxey
  - 1975 – Candidatura come Best Dramatic Presentation per The Questor Tapes assieme a Richard A. Colla e Gene L. Coon
  - 1980 – Candidatura come Best Dramatic Presentation per Star Trek assieme a Robert Wise, Harold Livingston e Alan Dean Foster
  - 1988 – Candidatura come Best Dramatic Presentation per l'episodio Incontro a Fair Point della serie televisiva Star Trek: The Next Generation assieme a Corey Allen] e D.C. Fontana
- Primetime Emmy Awards
  - 1967 – Candidatura come Miglior serie drammatica per Star Trek assieme a Gene L. Coon
  - 1968 – Candidatura come Miglior serie drammatica per Star Trek
- Science Fiction Hall of Fame
  - 2007[11]
- Space Foundation
  - 2002 – Douglas S. Morrow Public Outreach Award assieme a Majel Barrett
- Stinkers Bad Movie Awards
  - 1979 – Candidatura come Peggior film per Star Trek
- Television Hall of Fame
  - 2010[12]
- Visual Effects Society Awards
  - 2018 – Hall of Fame
- Walk of Fame
  - 1985 – Televisione, al 6683 dell'Hollywood Boulevard
- Writers Guild of America
  - 1958 – WGA Award – Western per l'episodio Helen of Abajinian della serie televisiva Have Gun - Will Travel
  - 1968 – Candidatura al WGA Award – Episodic Drama per l'episodio Il ritorno degli arconti della serie televisiva Star Trek assieme a Boris Sobelman

## Omaggi
A Gene Roddenberry sono stati dedicati:
- L'asteroide 4659 Roddenberry
- Un cratere su Marte